# Dancer
«Dancer» es una canción escrita por Brian May, guitarrista de la banda de rock inglesa Queen, y forma realizado como parte del disco del álbum Hot Space en el año 1982.
La línea de bajo del tema o de la canción fue realizada y May tocó la línea de bajo del "Dancer" de May en o con un sintetizador Oberheim OB-Xa por el mismo Brian. La canción en sí misma era una fusión de mezcla de rock y funk, siendo a veces considerada una consecuencia de una continuación de la canción "Dragon Attack" realizada del o en el álbum The Game de la banda en 1980, en el sentido de que se fusiona elementos pesados de la música con canciones bailables, y se fusionan influencias de heavy metal con el dance como alguna vez lo hizo Led Zeppelin. 
La llamada telefónica o el mensaje telefónico que se escucha al final de la canción "Dancer" (“Guten Morgen, sie wünschten, geweckt zu werden”) está en alemán, ya que la canción fue escrita y grabado en una habitación de hotel en Múnich, lo que quiere decir la llamada se traduce como: traducida al español es o dice: "Buenos Días, está esta llamada es para despertarte, querías que te despertaran". La letra de "Dancer" es la única que hace referencia al álbum al cual pertenece, y las letras de "Dancer" también son notables por ser las únicas en el álbum que hacen referencia al título del álbum en sí.

## Interpretaciones y actuaciones en vivo
Nunca fue interpretada ni tocada esta canción en vivo en los conciertos ni en las giras por Queen.

## Créditos
- Escrita por: Brian May
- Producida por: Queen y Mack
- Músicos:
- Freddie Mercury: voz líder y coros
- Brian May: guitarra eléctrica, coros, máquina de batería, sintetizador de bajo
- Roger Taylor: batería, pandereta, coros

- Datos: Q901577